# Hans Bütikofer
Hans Bütikofer (29 luglio 1915 – 12 gennaio 2011) è stato un bobbista svizzero.
Era il cugino di Reto Capadrutt, anch'egli bobbista di livello internazionale.

## Biografia
Ai IV Giochi olimpici invernali (edizione disputatasi nel 1936 a Garmisch-Partenkirchen, Germania) vinse la medaglia d'argento nel Bob a 4 con i connazionali Hans Aichele, Fritz Feierabend e il cugino Reto Capadrutt partecipando per la Svizzera I, superando la nazionale britannica (bronzo). Meglio di loro la Svizzera II (medaglia d'oro).
Il tempo totalizzato fu di 5:22,73, con un distacco di meno di un secondo rispetto ai britannici con 5:23,41 (mentre l'altra nazionale svizzera percorse il tragitto in 5:19,85). Non è nota la data della sua morte.